# 浦山可児
浦山 可児（うらやま かじ、旧芸名：宇山 けん1979年9月4日 - ）は、日本の俳優。兵庫県西宮市出身。本名は浦山 顕（うらやま けん）。太田プロダクション所属。元・片岡鶴太郎の付き人。

## 来歴
- 1999年 - 2003年 トリオのコントグループ「昭和サーカス」として単独公演などコント舞台中心に活動。一時はケーエープロダクションに所属。
- 2003年 - 2006年 関西を中心に舞台、テレビ、映画等で役者活動。
- 2006年2月 片岡鶴太郎に師事し上京。単独の住み込み付き人に。
- 2009年11月 片岡鶴太郎付き人卒業。

## 出演

### テレビドラマ
- 土曜ワイド劇場 終着駅シリーズ（テレビ朝日）
- 有閑倶楽部（日本テレビ）
- ハンチョウ〜警視庁安積班〜5 (TBS)
- 土曜ワイド劇場 人類学者・岬久美子の殺人鑑定5（テレビ朝日）
- 『仮面ライダー鎧武』（テレビ朝日）
- 『仮面ライダードライブ』(テレビ朝日）
- 『志村座』(フジテレビ)
- 月曜名作劇場「温泉殺人事件シリーズ 有馬温泉殺人事件」（TBS）- 2016年5月30日 - 服部伸之 役

### テレビ
- ものまねグランプリ（日本テレビ）
- 鶴太郎のキッチンリフォーム（石川テレビ）
- 風人の画布（群馬テレビ）
- まる得マガジン《自分を磨く立ち居振る舞い スマートなマナー》（NHK教育）

※ 関西時代の出演歴は除く

### 舞台
- ひとり芝居『ええ、もちろんひとりじゃ出来ません。』2010年9月4日（新宿ゴールデン街劇場、昼夜全2回）
- ひとり芝居『ええ、もちろんひとりじゃ出来ません。vol.2』2011年3月5日公演（新宿ゴールデン街劇場、昼夜全2回）
- LIVESプロデュース公演『結婚クリスマス』2011年12月 池袋シアターグリーン（BIG TREE THEATER）
- 二人芝居『黄金街の夢ものがたり』2013年4月5日〜6日（新宿ゴールデン街劇場）
- 劇団アドック本公演 『母』2013年11月8日〜10日（麻布区民センター） - 小林多喜二役
- 東京ミーコ＃4『ゴースト・レストラン』2015年8月(赤坂RED/THEATER)

※ 関西時代の出演歴は除く